# Ghorsala
Ghorsala è una suddivisione dell'India, classificata come census town, di 6.252 abitanti, situata nel distretto di Murshidabad, nello stato federato del Bengala Occidentale. In base al numero di abitanti la città rientra nella classe V (da 5.000 a 9.999 persone).

## Geografia fisica
La città è situata a 24° 28' 02 N e 88° 02' 12 E.

## Società

### Evoluzione demografica
Al censimento del 2001 la popolazione di Ghorsala assommava a 6.252 persone, delle quali 3.147 maschi e 3.105 femmine. I bambini di età inferiore o uguale ai sei anni assommavano a 1.167, dei quali 622 maschi e 545 femmine. Infine, coloro che erano in grado di saper almeno leggere e scrivere erano 3.152, dei quali 1.777 maschi e 1.375 femmine.